# مارمولک شاخ کرگدنی
مارمولک شاخ کرگدنی (نام علمی: Ceratophora stoddartii) نام یک گونه از تیره مارمولک‌های اژدها است.